# Don't say "lazy"
Don't say "lazy" è un brano musicale j-pop scritto da Sachiko Omori (testo),
Hiroyuki Maezawa e Shinji Tamura (composizione) ed interpretato dal gruppo Sakurako Keionbu, formato dalle quattro doppiatrici dell'anime K-On!: Aki Toyosaki, Yōko Hikasa, Satomi Satō e Minako Kotobuki. Il brano, il cui singolo è stato pubblicato il 22 aprile 2009, è stato utilizzato come sigla di chiusura della prima stagione dell'anime K-On! dal 3 aprile al 26 giugno 2009.
Il brano è anche presente fra le canzoni che il giocatore può scegliere nel videogioco K-On! Hōkago Live!!.
Il singolo ha ottenuto un buon successo commerciale, debuttando nella classifica settimanale Oricon dei singoli più venduti in Giappone alla seconda posizione, in contemporanea con il singolo Cagayake! GIRLS (pubblicato lo stesso giorno di Kagayake! Girls), sigla di apertura dell'anime, che invece debuttava alla quarta posizione. In totale il singolo ha venduto circa due milioni di copie.
L'annuale sondaggio Anime Grand Prix, condotto dalla rivista di settore Animage ha rivelato che Don't say "lazy" è la sigla musicale del 2009 più amata dai fans giapponesi

## Tracce
Maxi Single Pony Canyon （PCCG-70038 / PCCG-70039）
1. Don't say "lazy" - 4:24
2. Sweet Bitter Beauty Song - 4:26
3. Don't say "lazy" (Instrumental) - 4:24
4. Sweet Bitter Beauty Song  (Instrumental) - 4:26

Durata totale: 17 min 40 s

## Classifiche
| Classifica (2009)                  | Posizione massima |
| ---------------------------------- | ----------------- |
| Giappone (Oricon)                  | 2                 |
| Giappone (Billboard Japan Hot 100) | 7                 |